# Bayern 2
Bayern 2 est une radio publique thématique allemande du groupe Bayerischer Rundfunk.

## Histoire
À ses débuts, Bayerischer Rundfunk crée une deuxième station à Nuremberg pour un programme spécifique à la Franconie. En 1958, Bayerischer Rundfunk étend la radio et son programme à Munich. En 1974, la station est baptisée Bayern 2 ; la programmation musicale est principalement de la musique classique. Après la création en octobre de Bayern 4 qui deviendra BR-Klassik, le programme se concentre sur le talk-show, la radio prend le nom de Bayern 2 Wort. En 2003, la programmation musicale s'élargit. Le 8 octobre 2007, la radio s'appelle Bayern 2.

## Programme
Bayern 2 diffuse des bulletins d'informations (politique, culture, économie, sciences) sur la Bavière et le monde, des pièces radiophoniques ainsi que des programmes thématiques sur la famille, la littérature ou pour les enfants.
La programmation musicale va de la musique soul à la chanson. Des programmes spéciaux diffusent du jazz classique, des musiques du monde, voire le Heimatsound, ou des productions indépendantes.

## Source de la traduction
- (de) Cet article est partiellement ou en totalité issu de l’article de Wikipédia en allemand intitulé « Bayern 2 » (voir la liste des auteurs).